# Mstisław Rostropowicz

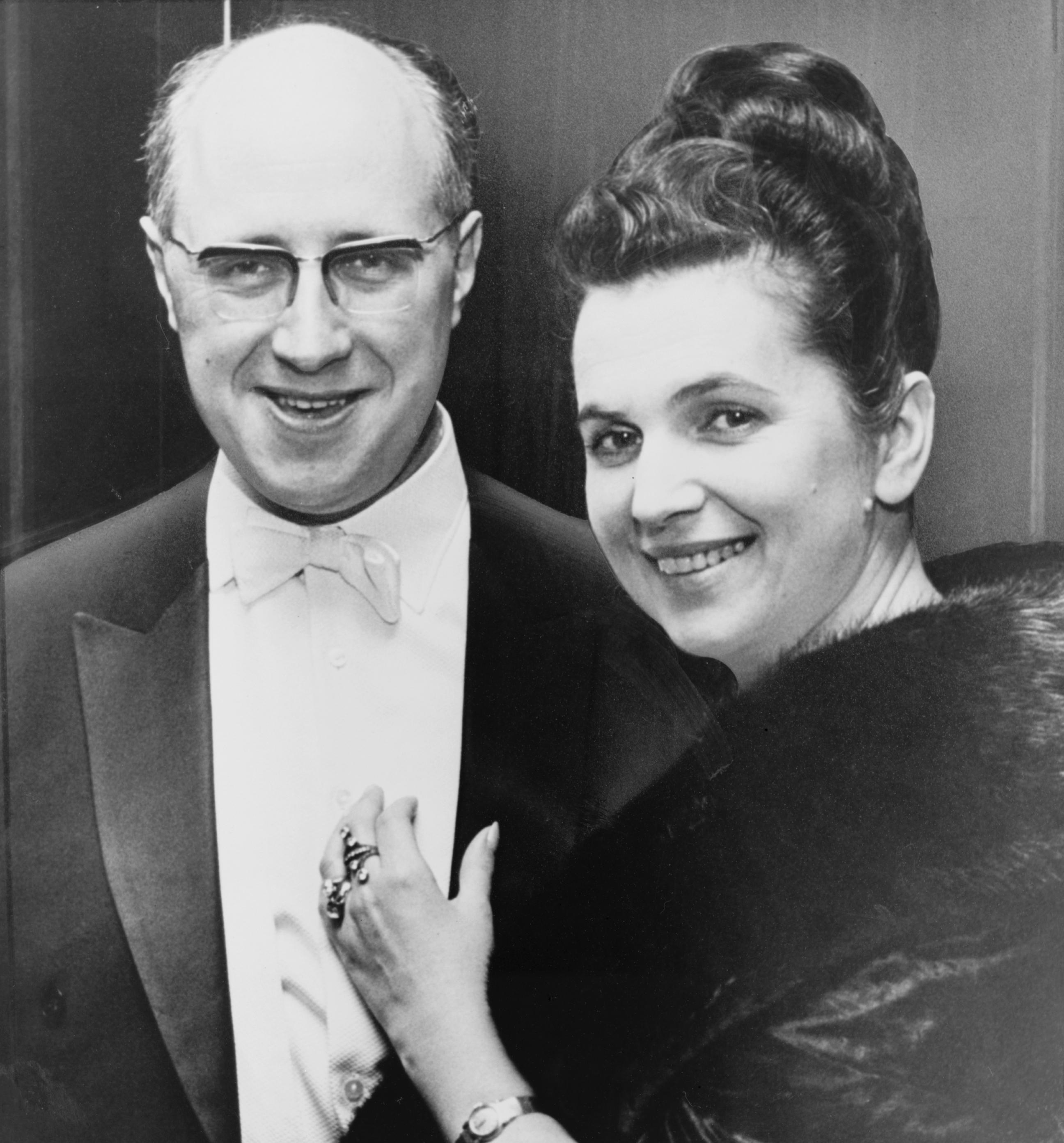
Z żoną Galiną Wiszniewską w 1975 roku

Mstisław Leopoldowicz Rostropowicz (ros. Мстислав Леопольдович Ростропович; ur. 27 marca 1927 w Baku, zm. 27 kwietnia 2007 w Moskwie) – radziecki i rosyjski wiolonczelista, dyrygent, pedagog i obrońca praw człowieka.

## Życiorys
Urodził się w rodzinie o korzeniach: polskich, rosyjskich, litewskich i niemieckich. Był synem wiolonczelisty, Leopolda Rostropowicza, prawnukiem polskiego ziemianina Hannibala Rostropowicza ze Skotnik. Rodzina Rostropowiczów, z której pochodził pieczętowała się herbem Bogoria.
Jako czterolatek rozpoczął naukę gry na fortepianie, grać na wiolonczeli zaczął w wieku 10 lat. W 1943 r. rozpoczął naukę w Konserwatorium Moskiewskim. W 1960 został profesorem tego właśnie konserwatorium.
Od pierwszych lat powojennych angażował się w działania na rzecz wolności sztuki, wolności słowa i demokratycznych wartości, za co spotykały go prześladowania ze strony komunistycznej władzy. Już w 1948 Rostropowicz porzucił konserwatorium w proteście przeciwko szykanowaniu swojego nauczyciela Dmitrija Szostakowicza. W 1970 po raz pierwszy udzielił wsparcia Aleksandrowi Sołżenicynowi, za co najpierw pozbawiono go paszportu i zmuszono do koncertowania wraz z żoną na Syberii. W 1974 opuścił razem z rodziną ZSRR. W latach 1977–1994 był dyrektorem artystycznym National Symphony Orchestra w Waszyngtonie w USA, za co w 1978 roku pozbawiono go wraz z żoną Galiną Wiszniewską radzieckiego obywatelstwa oraz zakazano mu koncertów w kraju. Obywatelstwo radzieckie przywrócono artyście dopiero w 1990. W późniejszych latach Rostropowicz odwiedzał wielokrotnie Rosję, w Berlinie zagrał improwizowany koncert już w dobę po upadku Muru Berlińskiego i opowiedział się po stronie demokracji podczas puczu moskiewskiego w 1991.
Mstisław Rostropowicz uchodził za jednego z najwybitniejszych współczesnych wirtuozów wiolonczeli. W swym obszernym repertuarze uwzględniał także muzykę XX w. Jako dyrygent prowadził orkiestry operowe i symfoniczne. Współpracował z najwybitniejszymi kompozytorami XX wieku. Wielu z nich napisało utwory specjalnie dla niego; wśród nich: Witold Lutosławski (Koncert wiolonczelowy), Dmitrij Szostakowicz (dwa Koncerty wiolonczelowe), Siergiej Prokofjew (Koncert wiolonczelowy, Sonata na wiolonczelę i Symfonia-Koncert), Benjamin Britten (Symfonia na wiolonczelę i orkiestrę, Sonata wiolonczelowa i trzy Suity). Występował też jako pianista.
W 1981 został laureatem prestiżowej duńskiej Nagrody Fundacji Muzycznej Léonie Sonning. W 1984 otrzymał Nagrodę Grammy.
W ostatnich latach życia Rostropowicz mieszkał w Paryżu. Stan jego zdrowia uległ znacznemu pogorszeniu na początku 2007 – pod koniec stycznia trafił do jednego z paryskich szpitali z rozpoznaniem raka jelita grubego i zaledwie kilka dni później, 6 lutego przewieziono go do Moskwy. Słynnego artystę odwiedził w szpitalu prezydent Rosji Władimir Putin.
Zmarł 27 kwietnia 2007, dokładnie miesiąc po swoich 80. urodzinach. Pogrzeb nastąpił dwa dni później – 29 kwietnia 2007. Po nabożeństwie żałobnym w Soborze Chrystusa Zbawiciela.
Spoczywa na Cmentarzu Nowodziewiczym w Moskwie.

## Rostropowicz a muzyka współczesna
Na zamówienie Mstisława Rostropowicza lub z jego inspiracji powstało – lub też są jemu dedykowane – wiele dzieł; doliczono się 117 utworów, których był pierwszym wykonawcą. Są wśród nich utwory zaliczane do najważniejszych w repertuarze powstałym w XX wieku:
- Benjamin Britten:
  - Symfonia na wiolonczelę i orkiestrę op. 68 (1963),
  - Sonata wiolonczelowa op. 65 (1960)
  - trzy Suity na wiolonczelę solo: I op. 72 (1964), II op. 80 (1967), III op. 87 (1971)
- Dmitrij Szostakowicz:
  - I Koncert wiolonczelowy Es-dur op. 107
  - II Koncert wiolonczelowy g-moll op. 126
- Siergiej Prokofjew:
  - Sonata C-dur na wiolonczelę i fortepian, op. 119 (1949)
  - Symfonia-Koncert e-moll na wiolonczelę i orkiestrę, op. 125 (1950–1952), druga wersja I Koncertu wiolonczelowego e-moll op. 58
  - Concertino g-moll na wiolonczelę i orkiestrę, op. 132 (1952)
- Boris Czajkowski:
  - Suita na wiolonczelę solo (1960)
  - Partita na wiolonczelę, fortepian, klawesyn, gitarę elektryczną i perkusję (1966)
- Dmitrij Kabalewski – Sonata wiolonczelowa op. 71 (1962)
- Galina Ustwolska – Wielki duet na wiolonczelę i fortepian (1959)
- Alfred Schnittke:
  - II Sonata wiolonczelowa (1994)
  - II Koncert wiolonczelowy (1990)
  - Koncert potrójny (1994)
  - Improwizacja na wiolonczelę solo (1993)
- Witold Lutosławski:
  - Koncert wiolonczelowy (1970)
  - Wariacja sacherowska (1976)
- Krzysztof Penderecki:
  - II Koncert wiolonczelowy (1982)
  - Per Slava (1986)
- Andrzej Panufnik – Koncert wiolonczelowy (1991)
- Astor Piazzolla – Le Grand Tango

## Rostropowicz jako pedagog
Mstisław Rostropowicz, który nauczał w Konserwatorium Moskiewskim, cieszył się opinią genialnego pedagoga. Na liście jego uczniów znajduje się wielu wirtuozów o międzynarodowej renomie, m.in.: Karina Georgian, Natalija Gutman, Mischa Maisky, Ivan Monighetti.

## Odznaczenia i nagrody
- Order Za Zasługi dla Ojczyzny I klasy (2007, Rosja)
- Order Za Zasługi dla Ojczyzny II klasy (1997, Rosja)
- Medal „Obrońcy wolności Rosji”
- Medal 60-lecia Zwycięstwa nad Niemcami w Wielkiej Wojnie Ojczyźnianej 1941–1945
- Medal 850-lecia Moskwy
- Medal 100-lecia urodzin Lenina
- Medal „Za zwycięstwo nad Niemcami w Wielkiej Wojnie Ojczyźnianej 1941–1945”
- Medal za Ofiarną Pracę w Wielkiej Wojnie Ojczyźnianej 1941–1945
- Medal za Zagospodarowywanie Dziewiczych Ziem
- Medal „W upamiętnieniu 800-lecia Moskwy”
- Medal 200-lecia Ministerstwa Spraw Wewnętrznych Rosji
- Medal „Za udział w operacjach kryzysowych i humanitarnych”
- Ludowy Artysta ZSRR
- Ludowy Artysta RFSRR
- Zasłużony Artysta RFSRR
- Nagroda Leninowska
- Nagroda Stalinowska
- Order Maja (1991, Argentyna)
- Order Wolności (1994, Argentyna)
- Order Heydəra Əliyeva (2007, Azerbejdżan)
- Order Niepodległości (2002, Azerbejdżan)
- Order Chwały (1998, Azerbejdżan)
- Wielka Wstęga Orderu Leopolda (1989, Belgia)
- Order Danebroga (1983, Dania)
- Order Narodowy Zasługi (Ekwador)
- Order Lwa Finlandii (Finlandia)
- Wielki Oficer Legii Honorowej (1998, Francja)
- Komandor Orderu Sztuki i Literatury (1975, Francja)
- Komandor Orderu Feniksa (Grecja)
- Komandor Orderu Karola III (2004, Hiszpania)
- Order Izabeli Katolickiej (1985, Hiszpania)
- Order Lwa Niderlandzkiego (1989, Holandia)
- Złota i Srebrna Gwiazda Orderu Wschodzącego Słońca (2003, Japonia)
- Wielki Komandorski Krzyż Orderu Wielkiego Księcia Giedymina (1995, Litwa)
- Medal Pamiątkowy 13 Stycznia (1992, Litwa)
- Order Zasługi – dwukrotnie (1982, 1999 Luksemburg)
- Order Zasługi Adolfa Nassauskiego (1991, Luksemburg)
- Order Świętego Karola (1989, Monako)
- Order Zasługi Kulturalnej (1999, Monako)
- Krzyż Zasługi I Klasy Orderu Zasługi RFN (2001, Niemcy)
- Krzyż Komandorski Orderu Zasługi Rzeczypospolitej Polskiej (1997, Polska)[6]
- Order Świętego Jakuba od Miecza (Portugalia)
- Order Zasługi Kulturalnej (2004, Rumunia)
- Medal Litteris et Artibus (1984, Szwecja)
- Prezydencki Medal Wolności (USA)
- Krzyż Wielki Orderu Francisco de Mirandy (1979, Wenezuela)
- Honorowy Komandor Orderu Imperium Brytyjskiego (1987, Wielka Brytania)
- Krzyż Wielki Orderu Zasługi Republiki Węgier (2003, Węgry)
- Wielki Oficer Orderu Zasługi Republiki Włoskiej (1984, Włochy)
- Doktor honoris causa Uniwersytetu Muzycznego Fryderyka Chopina w Warszawie[7]
- Honorowe obywatelstwo Wilna[8]